# Solasteractis macropoda
Solasteractis macropoda är en korallart som beskrevs av van Beneden 1897. Solasteractis macropoda ingår i släktet Solasteractis och familjen Cerianthidae. Inga underarter finns listade i Catalogue of Life.